# Mistrovství světa v ledním hokeji žen 2014
Mistrovství světa v ledním hokeji žen 2014 se poprvé v historii hrálo i v roce, kdy se hrál olympijský turnaj. Nehrála se pouze elitní skupina. IIHF rozhodla, že v roce, kdy se hrají olympijské hry bude pro zachování kontinuity postupů a sestupů mezi divizemi nejlepší, aby se všechny nižší divize odehrály. V prvním návrhu měl vítěz divize I nahradit v elitní skupině poslední celek olympijského turnaje v Soči. Po diskusi bylo však rozhodnutí změněno a tyto celky sehrály třízápasovou sérii o postup do elitní skupiny.

## Elitní skupina
| Místo            | Tým       |
| ---------------- | --------- |
| Zlatá medaile    | Kanada    |
| Stříbrná medaile | USA       |
| Bronzová medaile | Švýcarsko |
| 4.               | Švédsko   |
| 5.               | Finsko    |
| 6.               | Rusko     |
| 7.               | Německo   |
| 8.               | Japonsko  |

## Série o elitní skupinu
Poslední celek olympijského turnaje  Japonsko se utkal s vítězem divize I z roku 2014  Česko v sérii na dva vítězné zápasy, která se odehrála v Jokohamě v Japonsku ve dnech 8. až 11. listopadu 2014. V sérii zvítězilo  Japonsko a zajistilo si právo účasti v elitní skupině 2015.  Česko zůstalo pro rok 2015 v divizi I.

### Zápasy
|  | 8. 11. 2014  | Japonsko | 2:0 | Česko |
|  | 9. 11. 2014  | Japonsko | 0:2 | Česko |
|  | 11. 11. 2014 | Japonsko | 2:1 | Česko |

## 1. divize

### Skupina A
- Termín konání: 6. - 12. dubna 2014
- Místo konání: Přerov,  Česko

|  | Postup do elitní skupiny MS   |
|  | Sestup do skupiny B 1. divize |

| Tým       | Z | V | VP | PP | P | GV | GI | B  |
| --------- | - | - | -- | -- | - | -- | -- | -- |
| Česko     | 5 | 5 | 0  | 0  | 0 | 15 | 3  | 15 |
| Norsko    | 5 | 3 | 0  | 0  | 2 | 17 | 12 | 9  |
| Dánsko    | 5 | 2 | 1  | 0  | 2 | 17 | 18 | 8  |
| Francie   | 5 | 2 | 0  | 0  | 3 | 12 | 15 | 6  |
| Rakousko  | 5 | 1 | 1  | 1  | 2 | 16 | 19 | 6  |
| Slovensko | 5 | 0 | 0  | 1  | 4 | 11 | 21 | 1  |

### Skupina B
- Termín konání: 6. - 12. dubna 2014
- Místo konání: Ventspils,  Lotyšsko

|  | Postup do skupiny A 1. divize |
|  | Sestup do skupiny A 2. divize |

| Tým           | Z | V | VP | PP | P | GV | GI | B  |
| ------------- | - | - | -- | -- | - | -- | -- | -- |
| Lotyšsko      | 5 | 5 | 0  | 0  | 0 | 17 | 3  | 15 |
| Čína          | 5 | 3 | 0  | 0  | 2 | 10 | 15 | 9  |
| Maďarsko      | 5 | 2 | 1  | 0  | 2 | 13 | 13 | 8  |
| Nizozemsko    | 5 | 2 | 1  | 0  | 2 | 16 | 10 | 8  |
| Severní Korea | 5 | 1 | 0  | 0  | 4 | 10 | 17 | 3  |
| Kazachstán    | 5 | 0 | 0  | 2  | 3 | 5  | 13 | 2  |

## 2. divize

### Skupina A
- Termín konání: 6. - 12. dubna 2014
- Místo konání: Asiago,  Itálie

|  | Postup do skupiny B 1. divize |
|  | Sestup do skupiny B 2. divize |

| Tým            | Z | V | VP | PP | P | GV | GI | B  |
| -------------- | - | - | -- | -- | - | -- | -- | -- |
| Itálie         | 5 | 4 | 1  | 0  | 0 | 20 | 5  | 14 |
| Velká Británie | 5 | 3 | 0  | 1  | 1 | 12 | 8  | 10 |
| Jižní Korea    | 5 | 1 | 2  | 0  | 2 | 9  | 10 | 7  |
| Polsko         | 5 | 2 | 0  | 1  | 2 | 18 | 18 | 7  |
| Nový Zéland    | 5 | 1 | 0  | 1  | 3 | 7  | 15 | 4  |
| Austrálie      | 5 | 1 | 0  | 0  | 4 | 13 | 23 | 3  |

### Skupina B
- Termín konání: 24. - 30. března 2013
- Místo konání: Reykjavík,  Island

|  | Postup do skupiny A 2. divize     |
|  | Sestup do kvalifikace o 2. divizi |

| Tým        | Z | V | VP | PP | P | GV | GI | B  |
| ---------- | - | - | -- | -- | - | -- | -- | -- |
| Chorvatsko | 5 | 5 | 0  | 0  | 0 | 26 | 8  | 15 |
| Slovinsko  | 5 | 4 | 0  | 0  | 1 | 24 | 9  | 12 |
| Španělsko  | 5 | 3 | 0  | 0  | 2 | 22 | 15 | 9  |
| Island     | 5 | 2 | 0  | 0  | 3 | 8  | 14 | 6  |
| Belgie     | 5 | 0 | 1  | 0  | 4 | 3  | 21 | 2  |
| Turecko    | 5 | 0 | 0  | 1  | 4 | 8  | 24 | 1  |

### Kvalifikace o 2. divizi 2015
- Termín konání: 19. - 22. března 2014
- Místo konání: Ciudad de México,  Mexiko

|  | Postup do skupiny B 2. divize 2015 |

| Tým       | Z | V | VP | PP | P | GV | GI | B |
| --------- | - | - | -- | -- | - | -- | -- | - |
| Mexiko    | 3 | 3 | 0  | 0  | 0 | 18 | 2  | 9 |
| JAR       | 3 | 1 | 1  | 0  | 1 | 7  | 8  | 5 |
| Bulharsko | 3 | 1 | 0  | 1  | 1 | 7  | 16 | 4 |
| Hongkong  | 3 | 0 | 0  | 0  | 3 | 4  | 10 | 0 |